# 高坂昌澄
高坂昌澄（こうさか まさずみ，天文20年（1551）－天正3年（1575））戰國時代武將。武田氏家臣。別名春日昌澄、昌宣。通稱源五郎。武田四天王之一高坂昌信長子。弟弟高坂昌元、高坂昌定。

## 生平
天正3年（1575）率軍出陣抑制越後上杉謙信，後來代理負責留守的父親出戰。5月參與長篠之戰，派兵包圍長篠城，遭奧平信昌的守軍頑強抵抗。後來武田勝賴決定採取攻勢，將軍隊主力移往設樂原。昌澄職責是負責在城池西岸有海村待命。
5月21日決戰日當天，織田信長派遣酒井忠次隊奇襲城池南岸，守備部隊壞滅。奇襲隊接著進攻西岸，昌澄的有海村駐軍大亂，昌澄展示抵抗決心，終因兵力不足潰敗而戰死。